# Comaster schlegelii
Espèce
Synonymes
Comaster nobilis
La Comatule de Schlegel (Comaster schlegelii) est une espèce de comatules de la famille des Comasteridae.

## Description

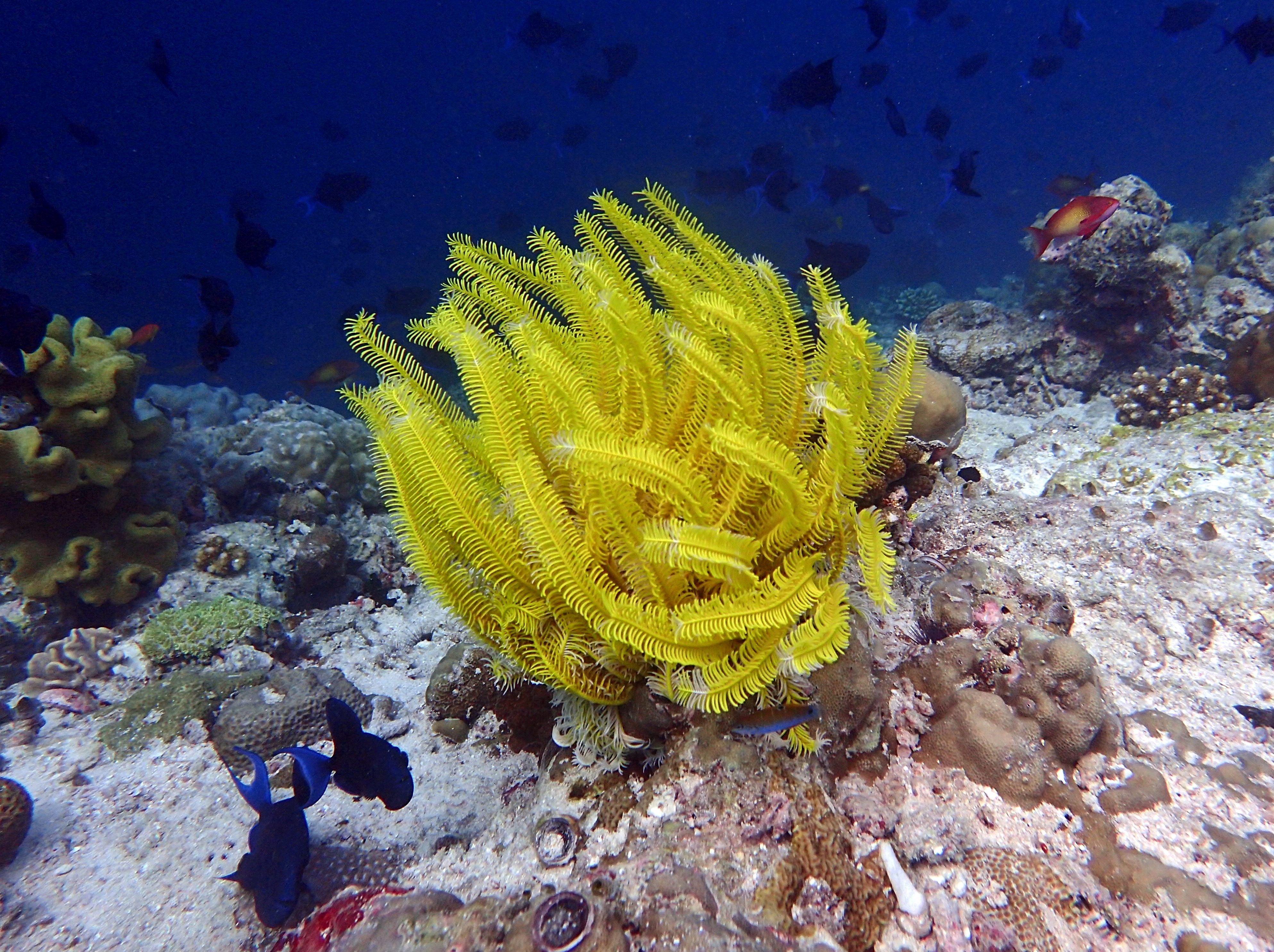
Dans l'océan indien (Maldives, Sri Lanka, Andaman), cette forme entièrement jaune vif fut longtemps dénommée Comaster nobilis, mais n'est pas génétiquement distincte de Comaster schlegelii.

C'est une grande comatule buissonnante, dont le diamètre peut dépasser 20 cm, et qui vit assez exposée. Elle se distingue tout de suite de nombreuses autres espèces par le fait qu'elle est accrochée au substrat directement par ses bras inférieurs, plutôt que par des cirrhes (griffes mobiles présentes chez de nombreuses autres espèces).
Ses bras sont longs et épais, non ramifiés (en dehors des pinnules) et de taille homogène ; ils sont plus ou moins emmêlés et dissimulent le disque central ; elle peut en avoir plus de 200. Sa couleur est très variable : elle est souvent noire (notamment à proximité de la surface), mais peut aussi être jaune, orangée, verte, ou bigarrée (le rachis coloré et les pinnules noires, ou encore les bras rayés, par exemple, ou juste la pointe des pinnules jaune). Les pinnules ne sont pas disposées de manière régulière, et ne forment pas un plan comparable à une plume. La partie aborale paraît d'un seul bloc en raison de sa composition en pavement serré. On la trouve souvent juchée au sommet des coraux ou des éponges.
Cette espèce peut être confondue avec la proche Anneissia bennetti, mais elle s'en distingue par son mode d'attachement, et le fait que les pinnules ne forment pas un plan unique.

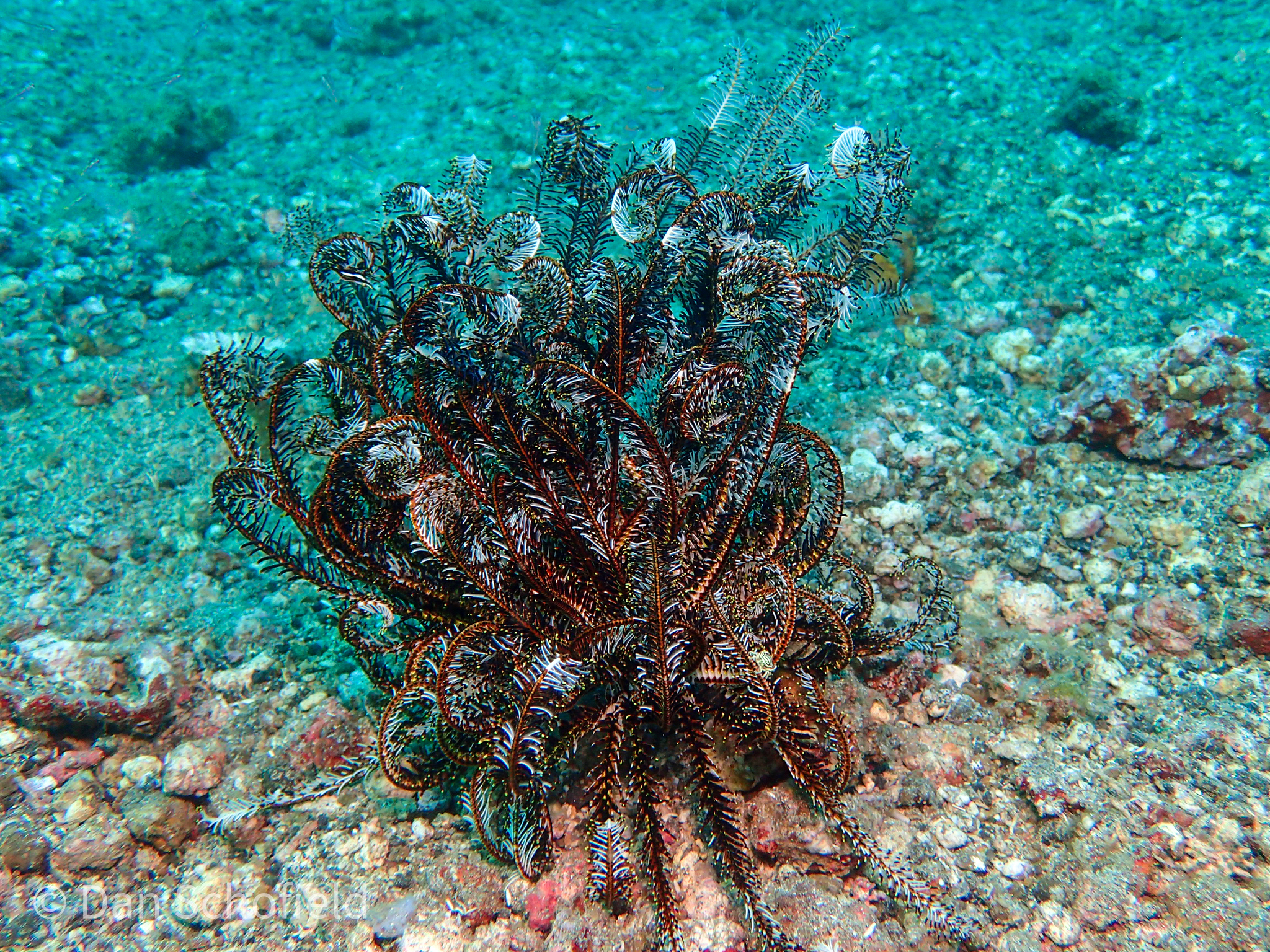
Spécimen de Lembeh.
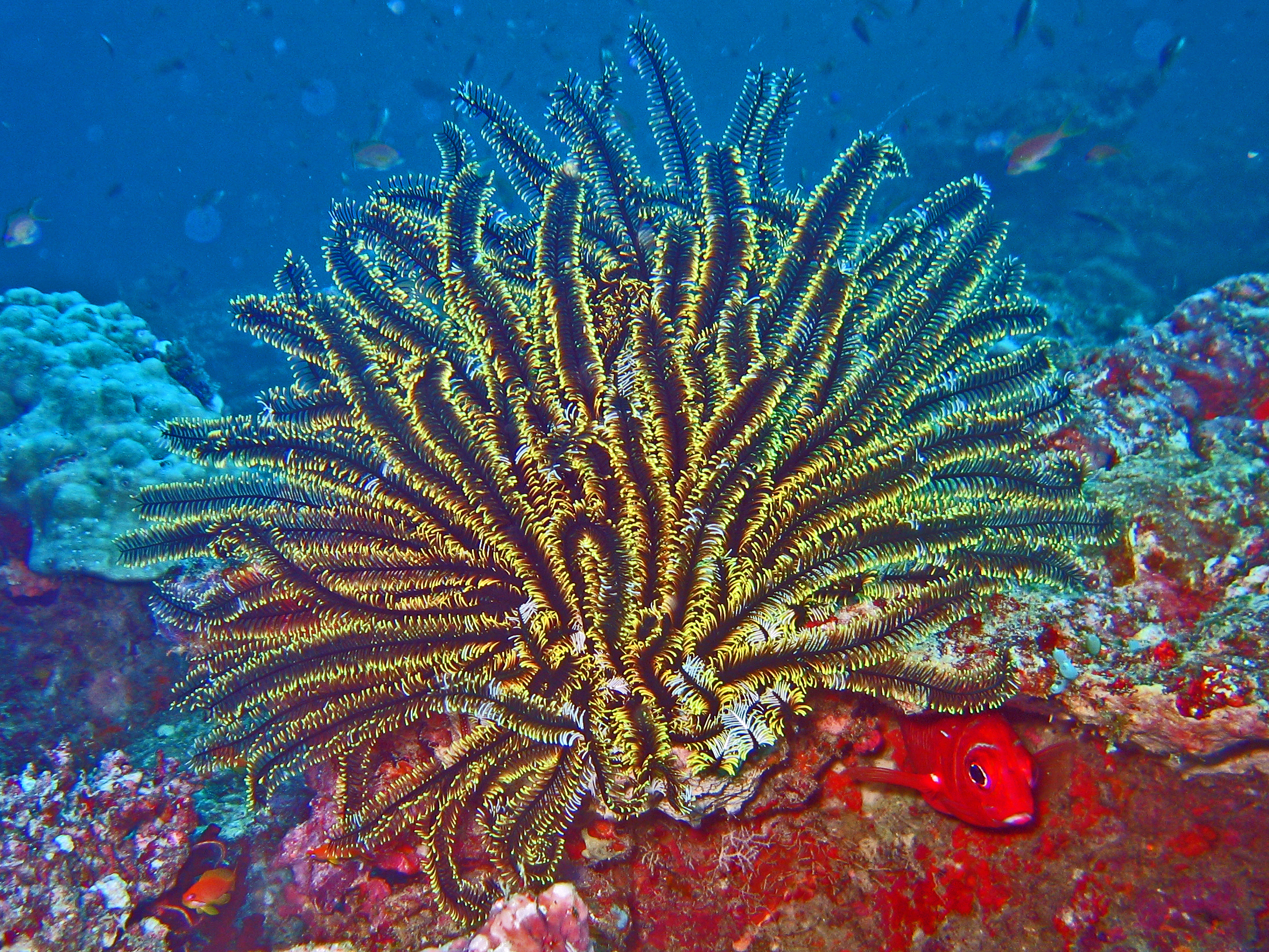
Spécimen des Maldives.
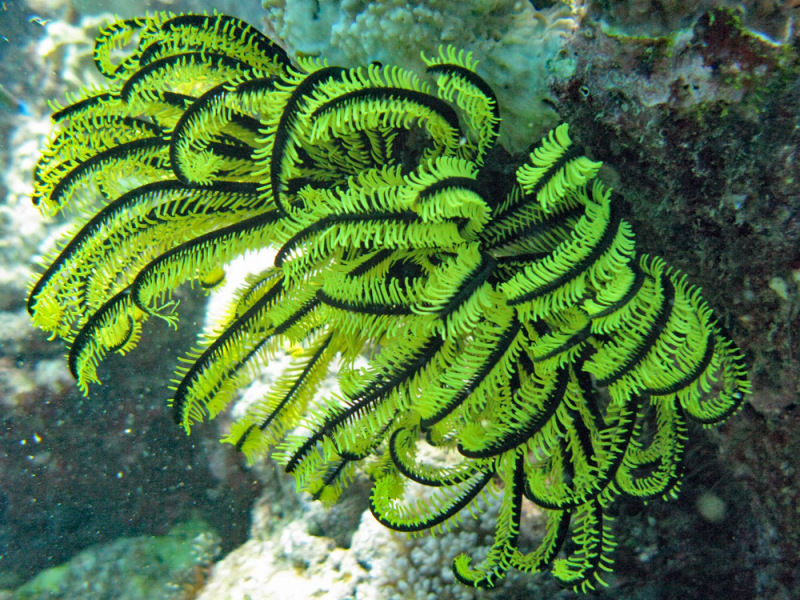
Spécimen australien.

## Habitat et répartition
Cette comatule vit dans le bassin Indo-Pacifique, principalement de la région indo-malaise à la Polynésie, en passant par le Japon et l'Australie. L'espèce Comaster nobilis signalée aux Maldives, Sri Lanka et Andaman a été placée en synonymie.
On la rencontre entre 5 et 40 mètres de profondeur. Elle est la plus abondante comatule buissonnante de la région de Guam.

## Écologie et comportement

### Locomotion
Cette comatule vit d'abord fixée au substrat, puis devient vagile tout en conservant des mœurs sédentaires. Dérangée, elle est capable de ramper sur ses bras, ou même de nager quelque temps. Elle vit souvent cachée et repliée la journée, pour déployer ses longs bras la nuit tombée, à l'abri des prédateurs.

### Reproduction et croissance
La reproduction est sexuée et gonochorique : mâles et femelles relâchent leurs gamètes en même temps grâce à un signal phéromonal, en pleine eau, où les œufs vont se féconder et se développer. Les larves évoluent parmi le plancton pendant quelques jours, puis se fixent à un support pour entamer leur métamorphose en « pentacrine » (stade larvaire pédonculé sessile). Une fois matures, les comatules perdent leur pédoncule et peuvent se déplacer pour trouver les meilleurs zones de chasse. Les juvéniles demeurent relativement cryptiques, alors que les adultes sont souvent assez exposés.
Il n'y a pas de dimorphisme sexuel : mâles et femelles ne se distinguent que par leurs organes reproducteurs. Les comatules ont un excellent potentiel de régénération, et peuvent reconstituer un bras perdu en quelques semaines.

### Alimentation
Comme tous les crinoïdes, cette comatule est suspensivore. Ses longs bras ramifiés munis de pinnules filtrent l'eau, et retiennent les particules en suspension (plancton, neige marine, particules organiques en suspension...) en s'enroulant, avant de transmettre le butin aux tentacules collants qui tapissent les sillons ambulacraires. La nourriture circule ensuite le long de ces sillons comme sur un tapis roulant, pour arriver finalement à la bouche, d'où elles passera dans le tube digestif.
Pour augmenter leur efficacité, les comatules se tiennent généralement perpendiculaires au courant, et recherchent les zones où le plancton est abondant.

### Symbioses, parasitisme et commensalisme
Certains petits animaux vivent spécifiquement à proximité ou sur cette comatule, comme les crevettes nettoyeuses Periclimenes pilipes et Periclemenes ceratophthalmus (dont la couleur mime généralement celle de l'hôte), des galathées comme Allogalathea elegans, certains crabes et des poissons du genre Discotrema. Ces comatules peuvent aussi être parasitées par des vers (plats ou ronds).